# جورج هاربر (لاعب كرة قاعدة أمريكي)
جورج هاربر (بالإنجليزية: George Harper)‏ هو لاعب كرة قاعدة أمريكي، ولد في 24 يونيو 1892 في أرلينغتون في الولايات المتحدة، وتوفي في 18 أغسطس 1978 في ماغنوليا في الولايات المتحدة.

## وصلات خارجية
- جورج هاربر على موقعبيزبول رفرنس.كوم (الدوري الرئيسي) (الإنجليزية)
- جورج هاربر على موقعبيزبول رفرنس.كوم (الدوري الثانوي) (الإنجليزية)